# 대한가정학회
대한가정학회(大韓家政學會)는 대한민국의 생활과학 학술 단체이다.

## 역사
생활과학 발전을 위해 주월영 등이 주축이 되어 1947년에 설립되었으며 1963년 6월에 사단법인체로 인가를 받았고 1968년에는 국제가정학회에 가입했다.
1959년에는《대한가정학회지》를 발간했으며, 1997년에는 아시아 가정학회를 개최했다.